# Orama

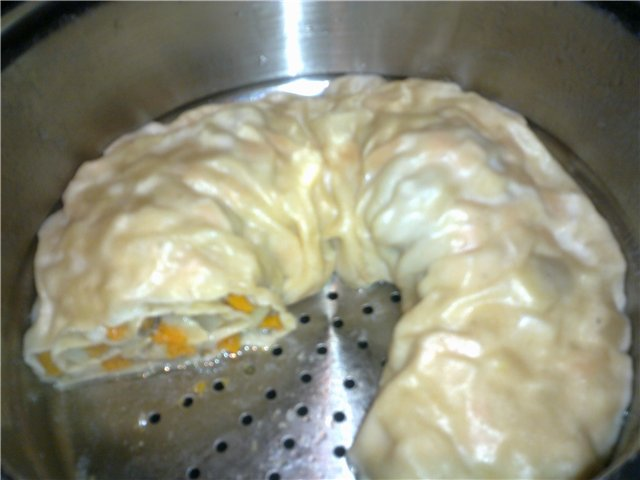
Pastel orama, mientras se cuece al vapor.

Orama (en kazajo: орама) u Oromo (en kirguís: оромо) es un "pastel" tradicional cocido al vapor propio de Asia Central, especialmente entre los kirguíes y los kazajos. Su denominación proviene de la transliteración de la palabra "enrollar", que hace referencia a la forma de este plato.
La masa del orama está preparada con harina, agua, y sal. Se la amasa y golpea y se la extiende hasta que queda delgada, y se procede a colocar un relleno sobre ella. El relleno consiste de papas troceadas, grasa animal picada, y a veces trocitos de calabaza u otros vegetales. Luego la masa se enrolla sobre el relleno formando un cilindro largo y delgado. A continuación los rollos son colocados en un círculo en recipientes para cocerlos al vapor.
- Datos: Q1048130
- Multimedia: Oromo (dish) / Q1048130